# Giuseppe Sartore
Giuseppe Sartore (Val di Nizza, Pavia, Llombardia, 31 de març de 1937 – Godiasco, 30 de maig de 1995) va ser un ciclista italià, que fou professional entre 1960 i 1968. En el seu palmarès destaca una victòria d'etapa al Giro d'Itàlia de 1962.

## Palmarès
- 1959
  - 1r a la Targa d'Oro Città di Legnano
- 1962
  - Vencedor d'una etapa al Giro d'Itàlia
- 1963
  - Vencedor d'una etapa al Tour de Romandia

### Resultats al Giro d'Itàlia
- 1960. 19è de la classificació general
- 1961. 78è de la classificació general
- 1962. 25è de la classificació general. Vencedor d'una etapa
- 1963. 30è de la classificació general
- 1964. 47è de la classificació general
- 1965. 39è de la classificació general
- 1966. 69è de la classificació general

### Resultats al Tour de França
- 1962. 71è de la classificació general
- 1963. Abandona (16a etapa)

### Resultats a la Volta a Espanya
- 1962. Abandona